# Středočeský vysokoškolský institut
Středočeský vysokoškolský institut, s.r.o., v likvidaci, (SVI Kladno) byla akreditovaná soukromá vysoká škola sídlící v Kladně, jejíž aktivity přešly pod Vysokou školu manažerské informatiky a ekonomiky.

## Studijní obory
Institut získal státní souhlas a oprávnění poskytovat vysokoškolské vzdělání v tříletém bakalářském programu Ekonomika a management, který se člení do následujících oborů:
- Podniková ekonomika a management,
- Marketing,
- Ekonomika a management obchodu.

Forma studia byla u všech oborů prezenční.

## Historie
Škola byla založena jako sesterská instituce Soukromé vyšší odborné školy územně-správní a střední hotelové školy v Kladně. Státní souhlas působit jako vysoká škola získala v roce 2002, zároveň byly ze strany MŠMT akreditovány zmíněné programy.
V roce 2005 získal Erasmus University Charter, listinu, která ji opravňovala k účasti v evropském výměném programu Erasmus. Studijní programy byly přepracovány do modulové formy s vyjádřením v kreditech systému ECTS (European Credit Transfer System).
Vedle klasického vysokoškolského studia nabízel zároveň programy celoživotního vzdělávání. Jednalo se zejména o jazykové kurzy, škola navíc získala grant na vybudování centra celoživotního vzdělávání.
Přepracované studijní programy a obory byly v červnu 2006 reakreditovány. V roce 2005 měla škola celkem 276 studentů; od akademického roku 2006/2007 byla výuka rozšířena do pobočky v Karlových Varech. Jednalo se také o zřízení další pobočky v Mladé Boleslavi.

## Sloučení s Vysokou školou manažerské informatiky a ekonomiky (VŠMIE)
V lednu 2011 se vlastníkem SVI Kladno stala Vysoká škola manažerské informatiky a ekonomiky (VŠMIE), která tak rozšířila počet nabízených oborů. Záměrem nového vlastníka bylo integrovat vysokou školu do stávajícího subjektu, tj. VŠMIE.

## Vstup do likvidace
Na základě rozhodnutí jediného společníka (tj. VŠMIE) ze dne 16. listopadu 2011 byla společnost zrušena s likvidací ke dni 1. ledna 2012. Aktivity vysoké školy nadále uskutečňuje VŠMIE.